# 1987年パンアメリカン競技大会
1987年パンアメリカン競技大会(正式名称:第10回パンアメリカン競技大会(X Pan American Games)) は、1987年8月7日から23日まで米国インディアナ州インディアナポリスで開催された主要な国際総合競技大会。南北アメリカ38か国から 4,300人以上の選手が参加した。 30競技297種目に出場し、1,015個のメダルを獲得した。インディアナポリスとその周辺の23会場でイベントが開催された。大会の公式マスコットは、オウムのアミーゴ。

## 開催都市招致
第10回パンアメリカン競技大会の開催地には、当初チリのサンティアゴが選ばれていたが、政治的・財政的な問題から1983年に辞退。サンチアゴに代わってエクアドルのキトが指名されたが、1984年末にやはり辞退した。絶望したパンアメリカン・スポーツ機構（PASO）は新たな選挙を行った。インディアナポリスは1991年大会の招致を計画していたが、米国オリンピック委員会の要請を受け、1987年大会の招致を提出した。多くのスポーツ施設がすでに整っていたため、PASOは1984年12月18日、インディアナポリスが開催地となることを発表した。キューバのハバナも関心を寄せていたが、PASOは、大会をボイコットすると脅していたフィデル・カストロをなだめ、キューバがインディアナポリスに参加することを条件に、ハバナに1991年大会を提供することに同意した。

## 競技

### 開会式
開会式は、インディアナポリス500の会場であるインディアナポリス・モーター・スピードウェイのメインストレートで行われた。6,500人のパフォーマーが出演したこのショーは、当時アメリカ最大の野外ライブ・エンターテインメントショーであり、大会の開会式としても最大規模のものであった。主催者側は当初、開会式と閉会式に250万ドルの予算を組んでいたが、ディズニーの提案はすべてこの数字を上回ったため、委員会はその全額を開会式のみの演出に使うことを決定した。
サンディ・パティが歌い手として登場し、熱気球や軍用戦闘機などのショーが行われた。IOC会長のフアン・アントニオ・サマランチ、インディアナポリス市長のウィリアム・H・ハドナット3世、インディアナ州知事のロバート・D・オア、PASO会長のマリオ・バスケス・ラーニャなどの要人が出席した。
ジョージ・H・W・ブッシュ米副大統領が正式に開幕し[2]、彼の出席のために追加されたセキュリティ・プロトコルにより、約5000人が列に並び、12人が失神した
入場行進の旗手には、大会最高齢の選手である70歳のヨット選手ダーワード・ノウルズ（バハマ）、バスケットボールのスター選手ホセ・オルティス（プエルトリコ）、野球の投手ジム・アボット（アメリカ）などが名を連ねた。
パンアメリカン大会の伝統に則り、メキシコシティのセロ・デ・ラ・エストレラで炎が灯された。聖火は7月16日にシカゴに空輸され、インディアナ州を一周する1,100マイルの聖火リレーを経て、8月7日にインディアナポリスに到着した。聖火リレー中に集まった寄付金は、インディアナポリスのライリー・ホスピタル・フォー・チルドレンに寄付され、同病院には10,000ドル以上が集まった[8]。 聖火リレーの最終行程では、インディアナポリス出身のバスケットボール選手オスカー・ロバートソンから体操選手クリスティ・フィリップス、そして同じくインディアナポリス出身のスプリンター、ウィルマ・ルドルフへと炎が受け継がれ、同じくインディアナポリス出身のウィルマ・ルドルフが大釜に点火した[3]。
開会式では、反カストロのキューバ系アメリカ人活動家がチャーターした飛行機が、キューバ人選手に亡命を促す横断幕を掲げた。

### 参加国
第10回パンアメリカン競技大会には38カ国が参加した。1987年に初めて4か国が参加した
- アンティグア・バーブーダ (28)
- アルゼンチン (377)
- アルバ (45)
- バハマ (50)
- バルバドス (85)
- ベリーズ (43)
- バミューダ (72)
- ボリビア (28)
- ブラジル (410)
- イギリス領ヴァージン諸島
- カナダ (631)
- ケイマン諸島
- チリ (105)
- コロンビア (260)
- コスタリカ
- キューバ (535)
- ドミニカ共和国 (135)
- エクアドル (60)
- エルサルバドル (93)
- グレナダ (7)
- グアテマラ (92)
- ガイアナ (17)
- ハイチ (4)
- ホンジュラス
- ジャマイカ (108)
- メキシコ (353)
- オランダ領アンティル (92)
- ニカラグア (40)
- パナマ (100)
- パラグアイ (65)
- ペルー (110)
- プエルトリコ (341)
- スリナム
- トリニダード・トバゴ (80)
- アメリカ (743)
- U.S. Virgin Islands
- ウルグアイ (107)
- ベネズエラ (210)

### Events
- Thirty sports were contested at the tenth Pan American Games for a total of 321 events. Five were contested for the first time in 1987, including handball.

- Archery
- Athletics
- Baseball
- Basketball
- Boxing
- Canoeing
- Cycling
- Diving
- Equestrian
- Fencing
- Field hockey
- Figure skating
- soccer
- Gymnastics
- Handball
- Judo
- Modern Pentathlon
- Roller skating
- Rowing
- Sailing
- Shooting
- Softball
- Swimming
- Synchronized swimming
- Table tennis
- Taekwondo
- Tennis
- Volleyball
- Water polo
- Weightlifting
- Wrestling